# Wilhelm Schneider
Wilhelm Schneider (Neudorf, Saxònia-Anhalt, 21 de juliol de 1783 – Merseburg, Saxònia-Anhalt, 10 d'octubre de 1843) fou un compositor i teòric musical.
Va publicar:
- Was hat der Orgelspieler beim Gottes dienst zu beobachten?, (1823)
- Lehrbuch das Orgelwerk kennen, erkalten, beurteilen, und verbessern zulernen, (1823)
- Gersanglehre für-land und Bürgerschulen, (1825)
- Musikalisches Hilfsbuch bein Kirchendienst, (1826)
- Ausführliche Beschreibung der Domorgel zu Merseburg, (1829)
- Anweisung zu Choralvorspielen, (1829)
- Choralkentniss nebst Regel und Beispielen zu richtigen Vortrag des Altargesangs, (1833)
- Musikalische Grammatsk, (1834)
- Historischetechnische Beschreibung der musikalischen Instrumente, (1834)
- Die Orgelsegister, (1835)
- Musikalische Führer für diejenigen, welche, den Weg zum Schulfach betreten, (1835)